# بروجكت زيرو II: كريمسن باترفلاي
بروجكت زيرو 2: كريمسن باترفلاي أو فاتل فريم 2 (بالإنجليزية:Fatal Frame II: Crimson Butterfly) (باليابانية:零〜紅い蝶〜) هي لعبة الرعب للجزء الثاني من سلسلة فاتل فريم، أنتجت شركة تيكمو سنة 2003 ، وتعمل لنظام بلاي ستيشن 2.

## قصة اللعبة
كانت تبحث عن شقيقتها التوأم، ودخلت قرية مشبوهة للبحث عن أختها، وتجد الفتاة أمام الكاميرا وتحمي أختها من هجوم أهل القرية والذين تحولوا إلى أشباح.

## وصلات خارجية
- بروجكت زيرو II: كريمسن باترفلاي على موقع IMDb (الإنجليزية)

- الموقع الرسمي
- الموقع الرسمي
- الموقع الرسمي
- الموقع الرسمي
- الموقع الرسمي